# Варант
Варрант (інколи варант) (англ. warrant — повноваження, довіреність) — цінний папір, що дає його власникові право на купівлю деякої кількості акцій компанії в будь-який час до завершення дії контракта за певною ціною. Кількість акцій, ціна і час, протягом якого можна обміняти варрант на акції компанії, вказані в умовах варранта. Зазвичай варранти використовуються при новій емісії цінних паперів. Варрант торгується як цінний папір, ціна якого відображає вартість його первинних цінних паперів.
Варранти здобули популярність серед біржових спекулянтів, тому що курс варранта на покупку акції, по якому він котирується на біржі, істотно нижче за курс самої акції, тому для збереження заданої позиції потрібно менше коштів.
Термін дії варранта достатньо великий, можливий випуск безстрокового варранта.
Варранти активно торгуються на деяких фінансових ринках, таких як німецька та гонконгська фондові біржі. На гонконгському ринку варранти становили 11,7% обороту в першому кварталі 2009 року, поступаючись лише контрактам "бик/ведмідь" з правом відкликання.